# 守口市立さつき学園
守口市立さつき学園（もりぐちしりつさつきがくえん）は、大阪府守口市春日町にある守口市立の義務教育学校である。守口市初の義務教育学校である。

## 沿革
守口市立さつき学園は、守口市立さつき小学校（守口市立春日小学校と守口市立滝井小学校の合併により2014年設立）と守口市立第三中学校との合併により設立された。

### 年表
- 2016年4月1日 - 開校

## 学校教育目標
自らを高め 共に学び共に育ち たくましく未来を切り拓く児童生徒の育成　　やる気！げんき！さつき！

## 通学区域
- 守口市
  - 梅園町・大枝西町・春日町・河原町・金下町1丁目6～12番（その他市道守口４６号線以西の区域）（その他市道守口46号線以西の区域）・小春町・寺内町1丁目、2丁目・京阪本通１丁目3～8番（その他市道守口8号線及び守口46号線以西の区域）・馬場町1丁目・高瀬町1丁目、2丁目・馬場町2丁目9番・寿町・馬場町3丁目12～14番・滝井西町1丁目、2丁目、3丁目・滝井元町1丁目、2丁目、3丁目・大門町・豊秀町1丁目5～10番（その他市道守口46号線以西の区域）・長池町・日吉町1丁目5～11番（その他市道守口46号線以西の区域）・平代町4～12番（その他市道守口46号線以西の区域）・文園町5～11番（その他市道守口46号線以西の区域）・紅屋町[1]

## 夜間学級
1973年4月25日、当校の前身である守口市立第三中学校に開設された。入学資格は、大阪府内に住む満15歳を超え、小学校・中学校を卒業していない、あるいは、十分な教育を受けられないまま小学校・中学校を卒業した人である。その中にはダブルの人も通っている。

## 交通アクセス
- 京阪本線 土居駅から南東へ約150m